# Teh tarik

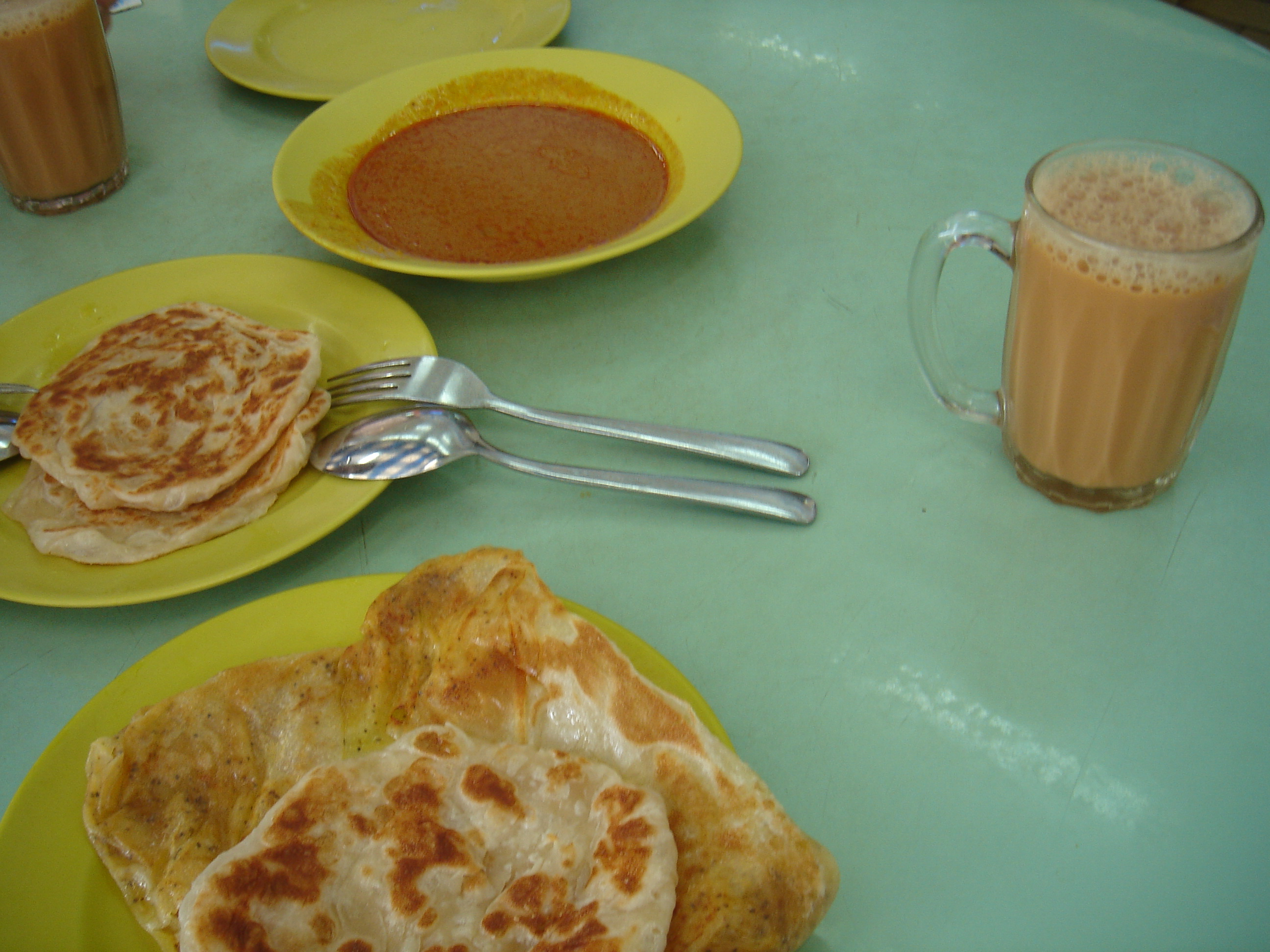
Roti canai och teh tarik

Teh tarik (bokstavligen "draget te") är en ljummen malaysisk dryck vanlig på restauranger, gatuserveringar och kaffehus i sydostasiatiska länder som Malaysia och Singapore. Dess namn kommer från sättet att hälla − "att dra" − drycken under tillagningen. Den består av svart te och kondenserad mjölk.

## Beredning
Blandningen hälls fram och tillbaka upprepade gånger från hög höjd, vilket ger ett tjockt skum. Denna process kyler ned teet till en lagom drickstemperatur och hjälper till att blanda teet med mjölken. Denna luftning ger likt dekantering även teet en bättre smak. 
Det finns ett element av showmanship i beredningen av teh tarik. Förmågan att dra en lång stråle te ovanför huvudet på kunderna, utan att ge dem en dusch, är underhållande för både lokalbefolkning och turister.